# Phil Hawthorne
Pour les articles homonymes, voir Hawthorne.
Pas d'image ? Cliquez ici

a Compétitions nationales et continentales officielles uniquement.

b Matchs officiels uniquement.
Phil Hawthorne, né en 1943 à Newcastle, en Nouvelle-Galles du Sud (Australie), est un ancien joueur de rugby à XV et de rugby à XIII australien. Il joua avec l'équipe d'Australie de 1961 à 1968 (21 sélections). Il jouait demi d'ouverture.

## Carrière sportive
Phil Hawthorne évolua d’abord au sein de l’équipe de Wanderers Rugby Union Club à Newcastle.
Phil Hawthorne a reçu sa première cape avec l'équipe d'Australie à 18 ans.
La charnière qu'il forme avec le demi de mêlée Ken Catchpole devient légendaire, car cette paire de demis conduit l'équipe à des victoires historiques comme une série de deux test matchs en Afrique du Sud en 1965 et des victoires contre le pays de Galles et l'Angleterre dans la tournée sur le sol britannique de 1966-1967. Lors de cette tournée Phil Hawthorne disputa cinq test matchs et établit un nouveau record de points inscrits avec 26 points (six drops, deux pénalités et deux transformations).
En 1967 Phil Hawthorne rejoint le Randwick Club pour former la charnière en club avec Ken Catchpole et il dispute plusieurs test matchs cette année-là. En 1968 Phil Hawthorne accepte un contrat record pour l'époque de $30 000 pour changer de code et passer au XIII au sein de la formation du Saint-George Dragons. Il dispute avec les Dragons de 1968 à 1971 comme 5/8e.
Il dispute avec l'équipe d'Australie les trois test matchs contre la Grande-Bretagne en 1970 et il en même le capitaine lors du troisième test. En effet, à la fois Graeme Langlands et John Sattler sont blessés et forfaits.
Le 6 juin 1970, avec John Brass, ils deviennent les 32 et 33e joueurs internationaux capés à la fois à XIII et à XV en équipe d'Australie.
Phil Hawthorne était un bon buteur :
- 6 buts en 5 test matchs lors de la tournée des Wallabies en 1966-967
- 18 buts en 18 apparitions avec St George en 1968
- 12 buts en 12 apparitions avec St George en 1969
- 3 buts en 3 test matchs de rugby à XIII en 1970.

Les blessures diminuèrent les apparitions de Phil Hawthorne en 1971. Il quitte le club pour rejoindre Eastern Suburbs Roosters mais il passe une partie de l'année 1972 en équipe réserve. Il rejoint Coffs Harbour en 1973 pour être l'entraîneur joueur.
Il contracte la leucémie en 1991 et il meurt en septembre 1994.

## Palmarès
- Nombre de tests avec l'Australie : 21
- 2 transformations, 9 drops, 2 pénalités
- Tests par saison : 3 en 1962, 5 en 1963, 3 en 1964, 2 en 1965, 3 en 1966, 5 en 1967